# Horbowice
Horbowice – dawna wieś na Ukrainie, w obwodzie lwowskim, w rejonie żółkiewskim.
Dawniej gmina jednostkowa w Bezirk Żółkiew, licząca w 1854 roku 1839 mieszkańców.
W II Rzeczypospolitej do 1934 gmina jednostkowa. Następnie miejscowość należała do zbiorowej wiejskiej gminy Krechów w powiecie żółkiewskim w woj. lwowskim. Horbowice utworzyły wtedy gromadę Hucisko, składającą się z miejscowości Hucisko i Horbowice.
Zostało wysiedlone i zlikwidowane w związku z utworzeniem Jaworowskiego Poligonu Wojskowego. Po wojnie w Związku Radzieckim.